# Erwin Willy Becker
Erwin Willy Becker (* 24. August 1920 in Groß Ottersleben; † 19. Mai 2011 in Karlsruhe) war ein deutscher Physiker und Hochschullehrer. Er war ab 1958 Direktor des Instituts für Kernverfahrenstechnik am Kernforschungs-Zentrum der Universität Karlsruhe.

## Leben
Erwin W. Becker wurde in Groß Ottersleben (im heutigen Stadtteil Ottersleben in Magdeburg) geboren, wandte sich nach dem Abitur dem Studium der Chemie und Physik an der Ludwig-Maximilians-Universität München zu. Dort erfolgte 1943 am Physikalisch-Chemischen Institut seine Promotion zum Dr. rer. nat. Becker trat im Anschluss eine Stelle als Wissenschaftlicher Assistent am Physikalischen Institut der Philipps-Universität Marburg an, 1949 habilitierte er sich, inzwischen Oberassistent des Instituts geworden, als Privatdozent für das Fach Physik.
Im Jahr 1958 folgte er einem Ruf auf eine ordentliche Professur für Kernverfahrenstechnik sowie Mikrostrukturtechnik an der Universität Karlsruhe, eine Position, die er bis zu seiner Emeritierung 1988 innehielt. Erwin Willy Becker fungierte darüber hinaus von 1974 bis 1975 als Vorstandsvorsitzender des Forschungszentrums Karlsruhe und der Gesellschaft für Kernforschung. Im Ruhestand forschte der in Karlsruhe-Durlach lebende Wissenschaftler auf dem Gebiet der biologischen Chemie und des Alterungsvorganges.
Erwin Willy Becker, unter dessen Leitung das Trenndüsenverfahren sowie das LIGA (Fertigungsverfahren) entwickelt wurde, erhielt für dieses Wirken 1957 den Dechema-Preis sowie 1982 den Heinrich-Hertz-Preis verliehen.

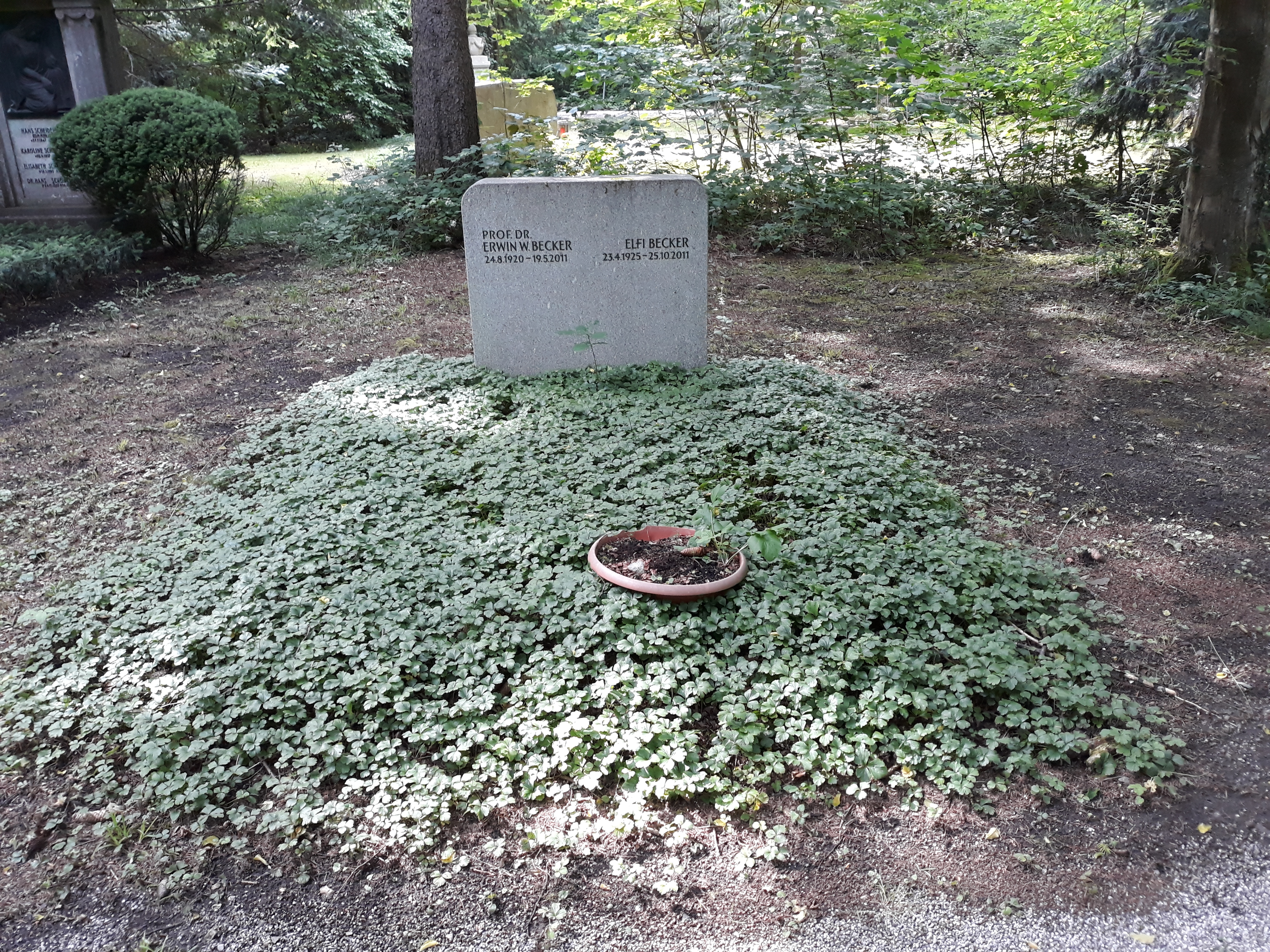
Das Grab von Erwin Willy Becker und seiner Ehefrau Elfi auf dem Waldfriedhof (München)

## Publikationen (Auswahl)
- Mit Kuno Schäfer, Rolf Schütte: Die Temperaturabhängigkeit des Thermodiffusionsfaktors von Ortho- und Para-Wasserstoff im Bereich von 70°K - 128°K., Institut für Kernverfahrenstechnik, Karlsruhe, 1966
- Mit Herbert Burghoff, Rolf Klingelhöfer: Hohlpincherzeugung mit kondensierten Molekularstrahlen, GfK, Karlsruhe, 1967
- Trennung der Uranisotope: ein Vergleich der heute zur Diskussion stehenden Verfahren. Plenarvortrag anläßlich der Tagung der Deutschen Physikalischen Gesellschaft in Karlsruhe am 4. Oktober 1968. Gesellschaft für Kernforschung, Karlsruhe, 1968
- Das Trenndüsenverfahren zur Anreicherung des leichten Uranisotops, Beispiel einer technischen Entwicklung : Beitrag zur Denkschrift der Deutschen Forschungsgemeinschaft: "Forschung in der Bundesrepublik Deutschland", Kernforschungszentrum Karlsruhe GmbH, 1982
- E. W. Becker, Rolf Klingelhöfer, Hubert Mayer: Wechselwirkung kondensierter Molekularstrahlen mit festen Oberflächen. In: Zeitschrift für Naturforschung A. 23, 1968, S. 274 (PDF, freier Volltext).
- Mit Wolfgang Ehrfeld, Dietrich Münchmeyer: Untersuchungen zur Abbildungsgenauigkeit der Röntgentiefenlithografie mit Synchrotronstrahlung bei der Herstellung technischer Trenndüsenelemente, Forschungszentrum, Karlsruhe, 1984
- Von der Kerntechnik zur Mikrotechnik: 30 Jahre Institut für Kernverfahrenstechnik. Ausarbeitung eines vom Verfasser anlässlich seiner Emeritierung am 19. Oktober 1988 in der Aula des Kernforschungszentrums Karlsruhe gehaltenen Vortrags, Forschungszentrum, Karlsruhe, 1988
- Zwischen Universität und Forschungszentrum: Vorgeschichte und Geschichte meiner naturwissenschaftlichen Tätigkeit; (anlässlich des 50-jährigen Bestehens des früheren Instituts für Kernverfahrenstechnik (IKVT) und jetzigen Instituts für Mikrostrukturtechnik (IMT)). Universität Karlsruhe, Forschungszentrum, Karlsruhe, 2008